# Конинский, Василий Алексеевич
Васи́лий Алексе́евич Кони́нский (12 февраля 1901 — 3 августа 1978) — советский полководец, генерал-майор (1943), кавалер ордена Ленина, четырежды кавалер Ордена Красного Знамени, участник Гражданской и Великой Отечественной войн, почётный гражданин Пятигорска.

## Биография

### Молодость и гражданская война
Родился 12 февраля 1901 года в городе Ессентуки Ставропольской губернии в семье крестьянина. В 1908 году пошел в начальную школу станицы Ессентукской, но после начала Первой мировой войны вынужден был оставить учебу и заниматься хозяйством, так как его отец был мобилизован на фронт. Как старший сын в семье стал зарабатывать на жизнь, работая на стройках и трубочном заводе, одно время пас стадо. После возвращения отца с фронта в 1917 году семья занялась сельским хозяйством. Революционное настроение отца передалось сыну и в августе 1918 года он стал частью пулеметной команды Ессентукского полка. В 1919 году перенес тиф. В 1920 году в составе Первой отдельной кавалерийской бригады воевал под Царицыным, где участвовал в битве против войска Деникина. В том же году вступил в ряды ВКП(б).
С 1920 по 1922 годы проходил обучение на кавалерийских курсах в Таганроге, Полоцке и Минске, после чего в 1922 году был направлен в Москву в школу ВЦИК, по окончании которой был удостоен звания красного командира.

### Межвоенный период
Окончив обучение в школе ВЦИК, для прохождения дальнейшей службы выбрал 25-й Краснознаменный Заамурский полк в составе Пятой Блиновской дивизии. В течение года был командиром взвода, после чего перешел на хозяйственные должности квартирмейстера и казначея. В 1929 году вернулся в Москву в школу ВЦИК в качестве курсового командира. Был командиром эскадрона, командиром дивизиона, преподавателем. В 1930-е годы дважды учился на кавалерийских курсах усовершенствования комсостава РККА, прослушал два курса вечернего университета в Москве. В 1938 году получил назначение в 14-ю кавалерийскую дивизию, где был помощником командира. В 1940 году вместе с группой общевойсковых командиров отправился на учебу в Академию ВВС, но не доучившись в мае 1941 года был отозван в латышский город Резекне, где был назначен командиром 9-й воздушно-десантной бригады.

### Великая Отечественная война
Начало Великой Отечественной войны застал в Латвийской ССР. 24 июня 1941 года вместе с бригадой отправился в город Двинск, где занял оборону, а 26 июня вступил в бой с войсками Вермахта, но вынужден был отступить в Резекне, оставив свою бригаду без командования. В августе 1941 года на Конинского было заведено следственное дело по обвинению в преступлении, предусмотренном ст. 193-17 п. «а» УК РСФСР, однако позднее дело было прекращено.
Виновность полковника Конинского в том, что он допустил преступную халатность, в боевой обстановке со своим штабом покинул бригаду, оставив последнюю без управления – показаниями допрошенных по делу свидетелей вполне установлена, но принимая во внимание, что полковник Конинский свою вину своевременно осознал и в последующих боях показал исключительную добросовестность в выполнении боевых задач, что за период своей продолжительной службы в рядах Красной Армии он ни в чем порочащим замечен не был и со стороны ряда командиров и комиссаров характеризуется исключительно с положительно стороны, а поэтому привлекать к уголовной ответственности полковника Конинского в данное время – является нецелесообразным.
Позднее в автобиографии Конинский писал, что «был отстранен командиром корпуса и проклят как предатель вместе с моим штабом и комиссаром. Прокуратура две недели вела следствие и пришла к другому выводу, а Командующий Северо-Западным фронтом, ознакомившись с делом, приказал восстановить в должности и дело прекратить».
В сентябре 1941 года отправился в Новосибирск с задачей сформировать 75-ю кавалерийскую дивизию. Во второй половине ноября 1941 года дивизия перебазировалась в Рязань, где стала готовиться к наступлению. В условиях дефицита оружия, фуража и продовольствия, а также отсутствия средств связи дивизия под командованием Конинского взяла город Плавск. В январе 1942 года был тяжело ранен в бедро, в результате чего был отправлен в московский госпиталь на лечение. Пролежал в госпитале с гнойным плевритом до июля 1942 года. Получил приглашение работать в Штабе Кавалерии, но отказался и был направлен в Среднюю Азию командовать 97-й добровольческой кавалерийской туркменской дивизией. Возглавил местный гарнизон и полностью сменил весь младший командирский состав дивизии. В ноябре 1942 года туркменская дивизия была передана в ведение Сталинградского фронта, но в январе 1943 года была расформирована и включена в состав четвертого кавалерийского корпуса генерала Шапкина. Конинский был назначен командиром 61-й кавалерийской дивизии 4-го кавалерийского корпуса. В марте 1943 года корпус Конинского был выведен из состава Южного фронта и передан в ведение Юго-Западного фронта, после чего получил задачу отправиться в район Беловодска и занять оборону в районе реки Айдар. В июне 1943 года корпус вместе с 61-й кавалерийской дивизией были включены в состав 7-й гвардейского кавалерийского корпуса. В том же месяце Конинский получил назначение в Новочеркасское кавалерийское училище в город Подольск Московской области, где занял должность начальника. В училище проработал три года, где занимался педагогической и хозяйственной деятельностью.
29 октября 1943 года ему было присвоено звание генерал-майора.

### Послевоенный период
Конец войны встретил в качестве начальника этого училища, после расформирования которого в 1946 году был назначен командиром 4-й Отдельной Гвардейской Казачьей Кубанской кавалерийской дивизии, базировавшейся в Ставрополе. С 1948 по 1950 годы был начальником военной кафедры Ленинградского юридического института, после чего на протяжении трех лет возглавлял Краснознаменное кавалерийское училище имени Первой Конной армии. С 1953 по 1955 годы возглавлял Владимирское пехотное училище Московского военного округа. В конце декабря 1955 года возглавил Ташкентское военное училище им. В.И. Ленина.
В июне 1958 года был уволен с военной службы, снят с должности начальника Ташкентского военного училища им. Ленина и отправлен на пенсию. В том же году переехал в Пятигорск на постоянное место жительство. В Пятигорске вел активную общественную работу. Состоял членом городского комитета КПСС, был руководителем и почётным краеведом Пятигорского краеведческого общества. Возглавлял комитет содействия при городском военкомате. Руководил штабом походов молодёжи и школьников по местам боевой и трудовой славы. По его инициативе в Пятигорске всерьёз занялись уходом и увековечиванием памятных мест периода Великой Отечественной войны. В 1974 году был удостоен звания Почетного гражданина города Пятигорска.
Умер 3 августа 1978 года. Похоронен на аллее почётных граждан Краснослободского кладбища Пятигорска.

## Воинские звания
- Полковник — с 1941 года.
- Генерал-майор — с 29 октября 1943 года.

## Награды
- Орден Ленина.
- 4 ордена Красного Знамени.
- Медаль «XX лет Рабоче-Крестьянской Красной Армии».
- Медаль «За оборону Москвы» (06.08.1945).
- Медаль «За победу над Германией в Великой Отечественной войне 1941—1945 гг.».
- Медаль «За оборону Сталинграда».
- Медаль «30 лет Советской Армии и Флота».

## Семья
- Первая жена — Феодосия Федоровна.
- Вторая жена — Людмила Григорьевна, от нее:
  - дочь Светлана (1941 г.р.),
  - дочь Наталья (1946 г.р.)

## Память
- Почетный гражданин города Пятигорск.
- Именем В.А. Конинского названа улица в Пятигорске.

### Воспоминания современников
«С той минуты я полюбил Василия Алексеевича навсегда. И он ко мне относился с теплой отеческой заботливостью.
Именно отеческой, он и хвалил, и журил меня всегда очень справедливо, желая прежде всего добра сегодня и в будущем.
Мы подружились семьями. Его жена Людмила Григорьевна, в противоположность ему, была веселая, компанейская женщина. Две дочки: Наташа – 1941 года рождения и Света – 1946-го, стали и для меня родными и близкими – я в те годы был холостяком: еще в Москве умерла во время операции моя жена.
Василий Алексеевич бывал часто в моей семье, я жил тогда вместе с матерью и отцом в небольшом домике недалеко от училища.
Василий Алексеевич пренебрегал предрассудками и даже некоторыми официальными условностями, например на Пасху с корзиночкой, в которой были крашеные яйца, генерал в полной форме шел поздравить мою мать. В училище он устраивал настоящие русские свадьбы, когда кто-то из курсантов решал жениться. Да и невест многие подбирали по рекомендации Василия Алексеевича. Рядом с училищем, отделенный забором, находился Медицинский институт. Конинский всячески поощрял знакомства и сближения курсантов с медичками. Он говорил: «Врач – лучшая жена для офицера». В заборе была приличная дыра, ее не заделывали, визит через эту дырку к медичкам не считался «самоволкой».
Когда созревала очередная свадьба, Василий Алексеевич устраивал настоящее русское бракосочетание со сватами и хорошим застольем для близких, друзей и родных жениха и невесты. Помогал деньгами из скромных училищных фондов. А иногда офицеры пускали «шапку по кругу».
За короткое время генерал Конинский стал самым близким и любимым человеком для офицеров и курсантов училища».
— В.В. Карпов. Се ля ви... Такова жизнь. -  М.: Вече, 2007. С. 119.